# Dipterocarpus applanatus
Dipterocarpus applanatus là một loài trong họ Dầu. Nó là loài bản địa của Borneo.